# Eucalyptus rugosa
Eucalyptus rugosa là một loài thực vật có hoa trong Họ Đào kim nương. Loài này được R.Br. ex Blakely mô tả khoa học đầu tiên năm 1934.